# Gracilentulus flabelli
Gracilentulus flabelli är en urinsektsart som beskrevs av Yin 1985. Gracilentulus flabelli ingår i släktet Gracilentulus och familjen lönntrevfotingar. Inga underarter finns listade i Catalogue of Life.